# Odontophora parasetosa
Odontophora parasetosa är en rundmaskart. Odontophora parasetosa ingår i släktet Odontophora, och familjen Axonolaimidae. Arten är reproducerande i Sverige.